# Lago di Senise
Il lago di Senise (anche detto lago di Monte Cotugno) è il più grande lago artificiale della Basilicata, situato in provincia di Potenza, creato nel 1983 dallo sbarramento del fiume Sinni con la diga di Monte Cotugno, presso Senise.

## Diga
Quella di Monte Cotugno è la più grande diga in terra battuta d'Europa.
L'acqua captata viene distribuita tra Basilicata e Puglia, destinandola ad uso potabile, irriguo e industriale.

## Fauna
Nelle acque del lago sono presenti le stesse specie presenti nel fiume Sinni e affluenti oltre a specie derivanti da immissioni. La fauna ittica è costituita dall’alborella appenninica, dal cavedano italico, dal persico reale, dalla carpa, dalla tinca, dal persico trota,  dal luccio, dalla scardola, dal carassio, dalla rovella, dall’anguilla, dal pesce gatto, dal barbo, dal pesce persico, dal persico sole, dal triotto, dal cobite fluviale..